# Veine gastrique gauche
La veine gastrique gauche (ou veine coronaire stomachique), satellite de l'artère gastrique gauche, est une veine transportant du sang désoxygéné qui dérive d'affluents drainant l'estomac ; elle s'étend de droite à gauche le long de la petite courbure de l'estomac, entre les deux couches du petit omentum, jusqu'à l'ouverture œsophagienne de l'estomac, où elle reçoit des veines œsophagiennes.
Elle tourne ensuite en arrière et passe de gauche à droite derrière la bourse omentale et s'écoule dans la veine porte. Ainsi, elle agit comme des collatérales[pas clair] entre la veine porte et le système veineux de l'œsophage inférieur (veine azygote)[pas clair].
Les varices œsophagiennes et paraœsophagiennes sont vascularisées principalement par la veine gastrique gauche (en raison de l'inversion du flux) et se drainent généralement dans le système veineux azygos/Veine hémi-azygos.